# Daniel Burke (remero)
Daniel Burke (Sídney, 2 de mayo de 1974) es un deportista australiano que compitió en remo.
Participó en los Juegos Olímpicos de Sídney 2000, obteniendo una medalla de plata en la prueba de ocho con timonel. Ganó una medalla de bronce en el Campeonato Mundial de Remo de 1997, en la misma prueba.

## Palmarés internacional
| Juegos Olímpicos   | Juegos Olímpicos   | Juegos Olímpicos  | Juegos Olímpicos |
| Año                | Lugar              | Medalla           | Prueba           |
| ------------------ | ------------------ | ----------------- | ---------------- |
| 2000               | Sídney (Australia) | Medalla de plata  | Ocho con timonel |
| Campeonato Mundial |                    |                   |                  |
| Año                | Lugar              | Medalla           | Prueba           |
| 1997               | Sevilla (España)   | Medalla de bronce | Ocho con timonel |